# Punch-Out!! (jeu vidéo, 2009)
Punch-Out!! est un jeu vidéo de boxe anglaise de Nintendo, sorti sur Wii en 2009. Le joueur incarne Little Mac, un boxeur américain du Bronx, aidé par son fidèle entraîneur Doc Louis. Comme son jeu adapté, le but du jeu est de devenir le meilleur boxeur de la WVBA (World Video Boxing Association).

## Système de jeu
Il existe trois manières de jouer à Punch-Out!!, celle avec le trio de la Wiimote, du Nunchuk et du Wii Balance Board la deuxième avec le duo wiimote et Nunchuk et la dernière qui permet de jouer avec la Wiimote à l'horizontal. Le gameplay est relativement simple, se baisser, esquiver, bloquer, frapper à gauche, frapper à droite et l'uppercut.

## Distribution
Dans ce jeu, les personnages ont des voix d'acteurs natifs.
| Personnage      | Doubleur           |
| --------------- | ------------------ |
| Little Mac      | Matt Harty         |
| Doc Louis       | Riley Inge         |
| Mr. Sandman     | Riley Inge         |
| Glass Joe       | Kris Bénard        |
| Von Kaiser      | Horst Laxton       |
| Disco Kid       | Donny Lucas        |
| King Hippo      | Scott McFadyen     |
| Piston Hondo    | Kenji Takahashi    |
| Bear Hugger     | Richard Newman     |
| Great Tiger     | Sumit Seru         |
| Don Flamenco    | Juan Amador Pulido |
| Aran Ryan       | Stephen Webster    |
| Soda Popinski   | Ihor Mota          |
| Bald Bull       | Erse Yagan         |
| Super Macho Man | Mike Inglehart     |
| Donkey Kong     | Takashi Nagasako   |

## Personnages

### Protagonistes
- Little Mac : Un petit combattant souhaitant devenir champion du monde de boxe.
  - [Taille : 1,72 m, Poids : 48 kg, Âge : 17, Origine : Bronx, NY, USA]
- Doc Louis : Un champion de boxe à la retraite et amateur de barres de chocolats. Il est maintenant l'entraîneur de Little Mac.

### Personnages secondaires
- L'arbitre : Issue de son apparence de la version arcade de Punch-Out!!, il annonce le début du combat, le décompte et la fin du match.

### Adversaires
| Boxeur     | Classement | Résultats     | Taille | Poids  | Âge | Origine                     | Description                                                                          |
| ---------- | ---------- | ------------- | ------ | ------ | --- | --------------------------- | ------------------------------------------------------------------------------------ |
| Glass Joe  | N° 3       | 1-99 (1 KO)   | 1,78 m | 49 kg  | 38  | Paris, France               | L'adversaire le plus faible et le plus lent.                                         |
| Von Kaiser | N° 2       | 23-13 (10 KO) | 1,83 m | 65 kg  | 42  | Berlin, Allemagne           | C'est un prof de boxe et un ancien militaire, mais il se fait battre par ses élèves. |
| Disco Kid  | N° 1       | 4-12 (2 KO)   | 1,91 m | 95 kg  | 20  | Brooklyn, NY, É.-U.         | Un fanatique du disco et de la danse.                                                |
| King Hippo | Champion   | 18-9 (18 KO)  | ?,?? m | ??? kg | ??  | Hippo Island, Pacifique Sud | C'est un roi imposant qui cache son point faible au niveau du ventre.                |

| Boxeur       | Classement | Résultats     | Taille | Poids  | Âge | Origine                  | Description                                                                                     |
| ------------ | ---------- | ------------- | ------ | ------ | --- | ------------------------ | ----------------------------------------------------------------------------------------------- |
| Piston Hondo | N° 3       | 26-1 (18 KO)  | 1,88 m | 78 kg  | 28  | Tokyo, Japon             | Il pratique les arts martiaux, et peut foncer sur son adversaire à coup de jabs.                |
| Bear Hugger  | N° 2       | 17-12 (10 KO) | 1,91 m | 119 kg | 32  | Salmon Arm, C.-B.,Canada | Un bûcheron qui aime le sirop d'érable et les animaux sauvages.                                 |
| Great Tiger  | N° 1       | 24-5 (3 KO)   | 1,81 m | 59 kg  | 29  | Bombay, Inde             | Un fakir se servant de sa gemme au front pour ses pouvoirs magiques (fantômes, disparition...). |
| Don Flamenco | Champion   | 22-3 (9 KO)   | 1,86 m | 68 kg  | 23  | Madrid, Espagne          | Un matador arrogant et provocateur.                                                             |

| Boxeur          | Classement | Résultats     | Taille | Poids  | Âge | Origine                 | Description                                                                             |
| --------------- | ---------- | ------------- | ------ | ------ | --- | ----------------------- | --------------------------------------------------------------------------------------- |
| Aran Ryan       | N° 4       | 18-10 (16 KO) | 1,86 m | 72 kg  | 23  | Dublin, Irlande         | Un adversaire fou et un tricheur compulsif.                                             |
| Soda Popinski   | N° 3       | 33-2 (24 KO)  | 1,99 m | 107 kg | 35  | Moscou, Russie          | Il tire toute son énergie dans la boisson qu'il consomme (s'apparentant à de l'alcool). |
| Bald Bull       | N° 2       | 34-4 (29 KO)  | 1,88 m | 135 kg | 36  | Istanbul, Turquie       | Un boxeur agressif et impulsif, il charge tel un taureau en guise de coup signature.    |
| Super Macho Man | N° 1       | 35-1 (29 KO)  | 1,94 m | 109 kg | 27  | Hollywood, CA, É.-U.    | Une superstar égocentrique, exposant sa musculature et sa richesse.                     |
| Mr. Sandman     | Champion   | 31-0 (31 KO)  | 1,96 m | 128 kg | 31  | Philadelphie, PA, É.-U. | Le champion du monde, un adversaire dominateur qui allie force et rapidité.             |

| Boxeur      | Classement | Résultats  | Taille | Poids  | Âge | Origine | Description                                                                                             |
| ----------- | ---------- | ---------- | ------ | ------ | --- | ------- | --- |
| Donkey Kong | ???        | 0-0 (0 KO) | ?,?? m | ??? kg | ??  | ???     | Un combattant spécial n'apparaissant que dans L'ultime défi et le mode Combat Rapide une fois affronté. |

## Différents modes
Conquête du titre
Le mode classique à la série. Le joueur incarne Little Mac et doit obtenir le titre de champion de la WVBA en récoltant les ceintures du Circuit Mineur, Majeur et Mondial. Dans ce mode, il doit combattre 13 boxeurs, qui sont de plus en plus forts.
Défense du titre
Après être devenu le champion de la WVBA, Little Mac doit défendre son titre.Le joueur doit réaffronter les boxeurs vaincus auparavant.
Cependant, ils sont beaucoup plus puissants et rapides, et ont des meilleures stratégies.
L'ultime défi
Le joueur doit affronter les boxeurs déjà vaincus dans un ordre aléatoire dans leurs version Défense du Titre. Dans ce mode, le joueur n'a que trois chances pour combattre le plus d'adversaires possibles, après quoi Little Mac se retire de sa carrière de boxe.
Combat Rapide
Ce mode vous permet de combattre tous les boxeurs que vous avez déjà vaincu. De plus, il vous donne la chance de s'entraîner sur des hologrammes des boxeurs que vous n'avez pas réussi à vaincre. Ce mode est débloqué dès le début de votre partie.
Chaque combattants a trois défis qui sont des puzzles pour les vaincre. Une fois les 3 défis accomplis, le joueur gagne des pièces audio du combattant en question. De plus, si le joueur gagne dix combat dans L'ultime défi, il pourra débloquer le mode champions pour chaque combattant : à chaque coup reçu, Little Mac sera mis KO directement, et les moments ou les opposants deviennent rouge ou jaune disparaissent.
Face à face
Ce mode se joue à deux joueurs. Les deux joueurs incarnent Little Mac. Ils doivent se frapper, et lorsqu'ils frappent quand leur adversaire est bleu ou mauve, ils reçoivent de l'énergie "Giga Mac". Quand ils ont récolté suffisamment de cette dernière, leur personnage devient géant et très fort. Cependant, l'énergie Giga Mac s'épuise après un certain temps.

## Nouvelles apparitions
Deux nouveaux personnages sont apparus dans Punch-Out!! : Disco Kid, un jeune américain de New York qui est passionné voire obnubilé par le disco, et Donkey Kong, le gorille fétiche de Nintendo, qui joue en tant que personnage caché.